# Romy van Baarsen
Romy van Baarsen (geb. 1994) is een Nederlandse journalist, schrijver en fotograaf, gespecialiseerd in migratie, mensenrechten en grensbeleid aan de buitengrenzen van Europa. Ze publiceert onder andere in De Groene Amsterdammer, Trouw, Het Parool en The New Humanitarian, en werkte mee aan de BBC-documentaire Dead Calm: Killing in the Med. In 2025–2026 is zij Journalist in Residence aan het Nederlands Instituut voor Advanced Study (NIAS), waar zij werkt aan een boek over de normalisering van grensgeweld in Europa.

## Loopbaan
Van Baarsen begon haar loopbaan als vrijwilliger in vluchtelingenkampen in Griekenland. Vanuit die ervaring groeide zij uit tot een veldjournalist met bijzondere aandacht voor mensenrechtenschendingen aan de Europese grenszones.
In haar journalistieke werk combineert zij onderzoeksjournalistiek, fotografie en persoonlijke verhalen. Ze legt bloot hoe instellingen zoals Frontex, EU-lidstaten en nationale grensagentschappen bijdragen aan de bureacratisering van geweld tegen migranten. Haar benadering is vaak literair en essayistisch van toon, maar altijd scherp geworteld in feiten en veldwerk.

## Documentairewerk
Van Baarsen leverde in 2023–2024 onderzoek en interviews voor de BBC-documentaire Dead Calm: Killing in the Med?, die onderzoek doet naar illegale pushbacks en dodelijke incidenten aan de Griekse kust. Ze ging onder meer undercover in contact met leden van speciale eenheden die verantwoordelijk zijn voor grensoperaties. De documentaire is wereldwijd vertoond.

## Onderzoek en boekproject
In 2025–2026 is Van Baarsen verbonden aan het NIAS in Amsterdam, waar zij als Journalist in Residence werkt aan het project People and Borders. Het centrale onderzoeksthema is:
"Hoe is geweld aan de Europese buitengrenzen genormaliseerd, en welke institutionele, politieke en psychologische mechanismen houden dit in stand?"
Het boek combineert journalistieke verslaggeving met filosofische reflectie en narratieve non-fictie. Daarbij stelt zij vragen als:
- Wat gebeurt er met de rechtsstaat als bescherming voor vluchtelingen voorwaardelijk wordt?
- Hoe wordt morele verantwoordelijkheid diffuus in institutionele systemen?

## Publicaties (selectie)
- “De Griekse kustwacht laat Afghaanse tieners naakt op zee achter”, De Groene Amsterdammer, 3 juli 2025
- “De prijs van undercover”, essay over journalistieke grenzen, Trouw, 18 januari 2025 (archive.ph)
- “Artikel over uitspraak Europees Hof voor de Rechten van de Mens”, De Groene Amsterdammer, 8 januari 2025 (archive.ph)
- “Het rapport van de Griekse Ombudsman naar de Pylos-ramp”, De Groene Amsterdammer, 19 februari 2025 (archive.ph)
- “Terug naar Aleppo: een Syrisch gezin keert terug”, Het Parool, 6 december 2024 (archive.ph)
- “Mohammad Llheman, overlever van de Pylos-ramp”, Het Parool, 2024 (parool.nl)